# Blood from the Mummy's Tomb
Blood from the Mummy's Tomb is een Britse horrorfilm van Hammer Film Productions. Het was de laatste film geregisseerd door Seth Holt. Het verhaal is gebaseerd op Bram Stokers roman The Jewel of Seven Stars.

## Verhaal
De film draait om een expeditie onder leiding van professor Fuchs. De expeditie vindt in Egypte het vervloekte graf van de kwaadaardige koningin Tera, die in het oude Egypte berucht was vanwege haar magische krachten. De expeditie neemt de tombe met het lichaam van Tera mee terug naar Engeland.
Terug in Londen krijgen geeft Fuchs zijn dochter Margaret een oude Egyptische ring die hij in de tombe had gevonden cadeau voor haar verjaardag. De ring blijkt echter de geest van Tera te bevatten. Margaret wordt door haar bezeten en begint de leden van de expeditie op te jagen met het plan Tera weer tot leven te brengen.

## Rolverdeling
| Acteur            | Personage                      |
| ----------------- | ------------------------------ |
| Andrew Keir       | Prof. Julian Fuchs             |
| Valerie Leon      | Margaret Fuchs / Koningin Tera |
| James Villiers    | Corbeck                        |
| Hugh Burden       | Geoffrey Dandridge             |
| George Coulouris  | Prof. Berrigan                 |
| Mark Edwards      | Tod Browning                   |
| Rosalie Crutchley | Helen Dickerson                |
| Aubrey Morris     | Dr. Putnam                     |
| David Markham     | Dr. Burgess                    |
| Joan Young        | Mevr. Caporal                  |

## Achtergrond
De film wordt vooral gekenmerkt door de problematische productie. Peter Cushing werd oorspronkelijk gecast in de film, maar stapte na de eerste filmdag al op omdat zijn vrouw emfyseem bleek te hebben. Hij werd vervangen door Andrew Keir. De dvd-versie van de film die is uitgebracht in de Verenigde Staten bevat nog altijd foto’s van de productie met Peter Cushing op de set. In de vijfde week van de opnames stierf regisseur Seth Holt aan een hartaanval. Michael Carreras nam gedurende de laatste week het regiewerk over.
Volgens het boek Hammer, House of Horror: Behind the Screams door Howard Maxford was het budget van de film £200.000.

## Voetnoten
1. ↑  Maxford, Howard, Hammer, House of Horror: Behind the Screams, B. T. Batsford Ltd, 1996, ISBN 0-7134-7768-7